# 加藤鷹
加藤鷹（日语：／ Katō Taka；1959年5月1日—），原名加藤正行，是一名日本AV男優，有「性愛帝王」稱號。他的右手有「金手指」及「神之手」之稱，與向井裕、山本龍二合稱「日本AV男優御三家」。

他於2013年8月14日宣布將於該年年底引退，退休後將從事愛滋病防制等公益活動，開設性愛諮詢學校。

1998年結婚，育有三名子女，13年後離婚，妻子是日媒報導的麻生早苗，現為單身。

## 略歷
日本秋田縣秋田市人，秋田市立秋田商業高等學校畢業。曾在秋田當地飯店擔任過服務生，然後在1988年前往東京，於一家成人影片拍攝公司擔任攝影人員一職。在某次偶然的機會中，因為人手不足被要求充當一次AV男優。成為AV男優後，以讓AV女優不斷潮吹的指交技巧而聞名，被誉为「黃金手指」或「神之手」（AV男優的神技）。許多AV女優在與他演出後，紛紛表示希望與他再次合作演出。至今已拍下近5300部AV作品（2007年度），更在1994年及1996年贏得最佳AV男優賞，成為男優經典人物。
2002年在電視劇「木更津貓眼」擔任特別演出角色。
2004年漫畫家秋元奈美將其前半生畫成漫畫（「鷹─擁抱過5000人的AV男優‧加藤鷹物語」2004年5月13日發行）。
日本八卦照片週刊「Friday」（2000年2月18日號）曾報導說他已與AV女優麻生早苗秘密結婚，同報導中加藤鷹予以否認，麻生早苗則承認育有一子，但麻生對與加藤的關係迴避確認，以後兩人均未正式承認有婚姻關係。加藤在2005年的週刊訪問上表明從未有遞交結婚申請書的經驗。
2011年7月，加藤鷹在香港拍攝三級片《蜜桃成熟时33D》時，因身着警服飾演一名警務人員而受到香港警方的抗議。
加藤鷹有柔道及合氣道初段資格。
加藤鹰在职业生涯后期，公布了其多年来的秘密，联合NPG情趣製造商研发了一款名為“神話の秘密”的延時鍛煉器，旨在使其秘技不失传。
2024年在台灣推出的線上課程《傳說中的AV男優 加藤鷹親授 讓女性100%滿足的秘訣》中，推出了教導超過30年女性經驗技術的專業知識。

### 電影
- 《蜜桃成熟時33D》(2011年)
- 《豪情3D》(2014年)
- 《同學麥娜絲》(2020年)客串

## 所获奖项
- 1996年 Orange通信男演员奖
- 1999年 第8届东京SPORT电影大奖AV男主角奖

## 趣聞
- 加藤鷹的樣貌跟香港填詞人潘源良以及意大利球星派路有幾分相似。